# Roald Sinnurowitsch Sagdejew

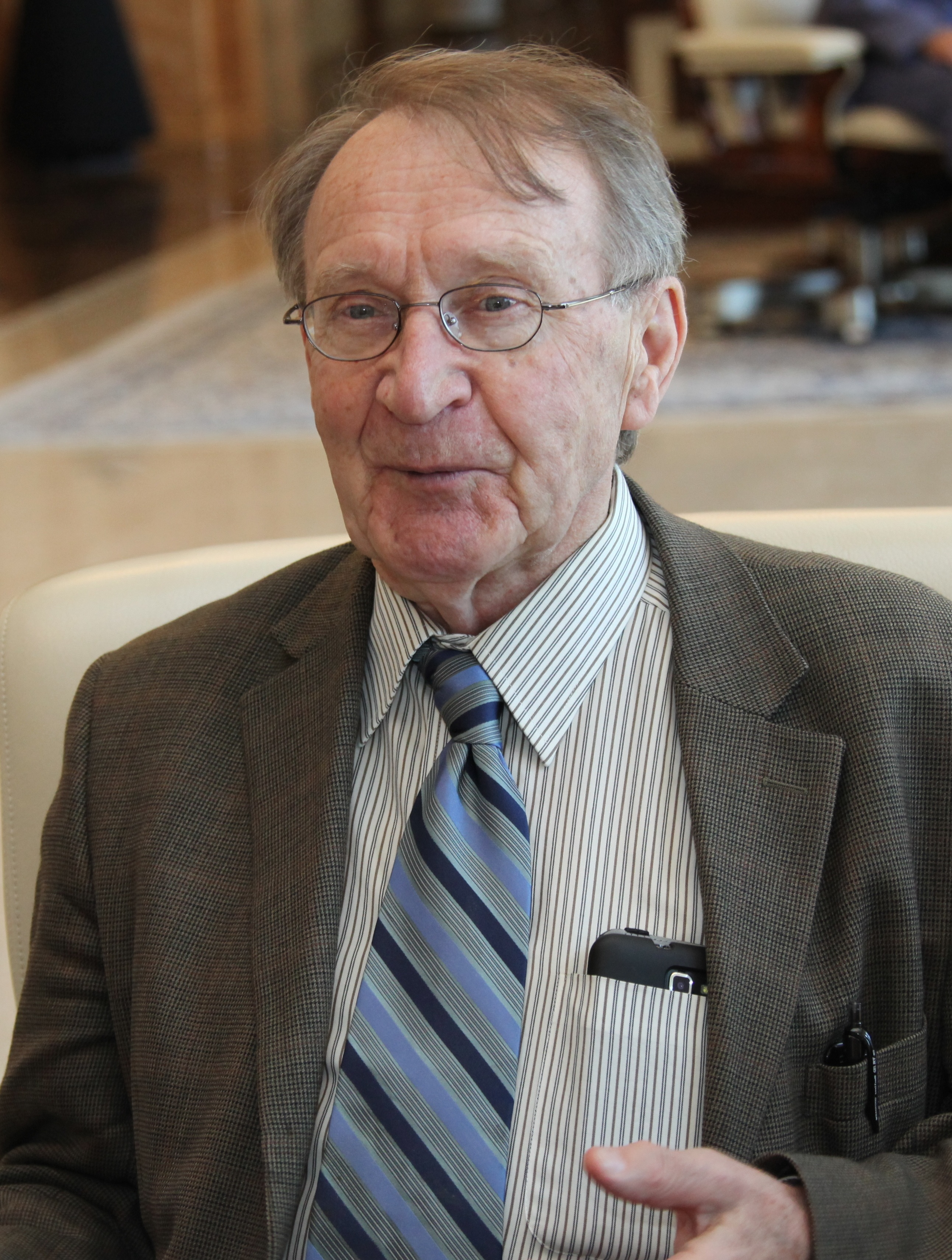
Roald Sinnurowitsch Sagdejew

Roald Sinnurowitsch Sagdejew (russisch Роальд Зиннурович Сагдеев Roal'd Zinnurovič Sagdeev, tatarisch Роальд Зиннур улы Сәгъдиев Roald Zinnur ulı Säğdiev; * 26. Dezember 1932 in Kasan, Sowjetunion) ist ein russischer Physiker, der eine international führende Autorität in Plasmaphysik ist. Er war von  1973 bis 1988 Direktor des Instituts für Weltraumforschung der Akademie der Wissenschaften der UdSSR. Er war auch wissenschaftlicher Berater des sowjetischen Präsidenten Michail Gorbatschow.

## Leben
Sagdejew kam als Kind tatarischer Eltern zur Welt. Sein jüngerer Bruder ist der Chemiker Renad Sinnurowitsch Sagdejew. Roald Sagdejew graduierte an der Universität von Kasan und an der Lomonossow-Universität in Moskau, wo er Schüler von Lew Landau war. 1956 bis 1962 war er im Fusionsforschungs-Team des Kurtschatow-Instituts. 1961 gründete er das Labor für theoretische Plasmaphysik am Budker-Institut für Kernphysik in Nowosibirsk, wo er bis 1971 war. Schon 1966 setzte er sich für die internationale Zusammenarbeit insbesondere mit US-amerikanischen Wissenschaftlern ein in den damals sehr erfolgreichen Plasmaphysik Konferenzen am ICTP in Triest, die er mit Marshall Rosenbluth leitete. 1973 übernahm er die Leitung des Moskauer Instituts für Weltraumforschung, das er bis 1988 leitete. 1989 wurde er in den Oberster Sowjet der UdSSR gewählt. Seit 1989 ist er Professor an der University of Maryland, wo er Direktor des East West Space Science Center ist.
Seit 1990 lebt er in den USA.
Roald Sagdejew war mit Susan Eisenhower, der Enkelin des verstorbenen amerikanischen Präsidenten Dwight D. Eisenhower, verheiratet.
Sagdejew beschäftigte sich mit Plasmaphysik, Anwendungen der Plasmaphysik in der Astronomie (z. B. Aufsatz mit Charles Kennel Kosmische Stoßwellen, Spektrum der Wissenschaft Juni 1991, S. 102, und Critical phenomena in plasma astrophysics, Reviews of Modern Physics (1979)) und damit zusammenhängenden Problemen der nichtlinearen Dynamik.
In seiner frühen Arbeiten entdeckte er mit L. Rudakov mehrere Instabilitäten von Plasmen, die in der Fusionsforschung und Astrophysik wichtig wurden, unter anderem Driftwellen (1960/61). Von ihm und A. Galeev stammt eine neoklassische Transporttheorie für Tokamak-Plasmen und er sagte 1956 Stoßwellen in Plasmen ohne Kollision (wie in verdünnten Plasmen im Weltraum) voraus.

## Ehrungen
Er ist Mitglied der American Academy of Arts and Sciences (1990), der American Philosophical Society (2008), der Royal Astronomical Society (1988), der Königlich Schwedischen Akademie der Wissenschaften (1988), der Ungarischen Akademie der Wissenschaften (1988), der Tschechoslowakischen Akademie der Wissenschaften (1988), der National Academy of Sciences (1987), der Max-Planck-Gesellschaft (1976), der Academy of Sciences for the Developing World (1987) und der Päpstlichen Akademie der Wissenschaften (1990). Seit 1964 ist er korrespondierendes und seit 1968 volles Mitglied der Sowjetischen Akademie der Wissenschaften. Seit 1980 ist er Mitglied der International Academy of Astronautics.
Er wurde 1986 Held der Sozialistischen Arbeit (für seine Leitung der internationalen Vega Mission zum Halley Kometen) und erhielt 1984 den Leninpreis (für seine Arbeiten zur Fusionsforschung). 1995 erhielt er den Leo Szilard Award der American Physical Society (APS) und 1992 die Tate Medaille des American Institute of Physics. Im Jahre 2003 wurde ihm der Carl Sagan Memorial Award verliehen. 2001 erhielt er den James-Clerk-Maxwell-Preis für Plasmaphysik für eine beispiellose Menge von Beiträgen zur modernen Plasmaphysik einschließlich Schockwellen ohne Kollision, stochastische magnetische Felder, Ionen-Temperaturgradient-Instabilitäten, quasi-lineare Theorie und neoklassische Transporttheorie von Plasmen und Theorie schwacher Turbulenz.

## Schriften
- The making of a Soviet scientist: my adventures in nuclear fusion and space from Stalin to Star Wars, New York, Wiley 1994